# Renato Pirocchi
Renato Pirocchi, italijanski dirkač Formule 1, * 26. marec 1933, Notaresco, Italija, † 29. julij 2002, Chieti, Italija.
Renato Pirocchije pokojni italijanski dirkač Formule 1. V svoji karieri je nastopil le na domači dirki za Veliko nagrado Italije v sezoni 1961, kjer je z dirkalnikom Cooper T51 manjšega moštva Pescara Racing Club zasedel dvanajsto mesto z več kot petimi krogi zaostanka za zmagovalcem. Umrl je leta 2002.

## Popolni rezultati Formule 1
(legenda) (odebeljene dirke pomenijo najboljši štartni položaj, poševne pa najhitrejši krog, †-uvrščen kljub odstopu)
| Leto | Moštvo              | Šasija     | Motor               | 1   | 2   | 3   | 4   | 5  | 6   | 7      | 8   | Prv | Toč |
| ---- | ------------------- | ---------- | ------------------- | --- | --- | --- | --- | -- | --- | ------ | --- | --- | --- |
| 1961 | Pescara Racing Club | Cooper T51 | Maserati Straight-4 | MON | NIZ | BEL | FRA | VB | NEM | ITA 12 | ZDA | -   | 0   |